# Lietuvos kariuomenės Sausumos pajėgos
Le Lietuvos kariuomenės Sausumos pajėgos (dal lituano, Forze terrestri lituane) costituiscono la componente di terra delle Lietuvos ginkluotosios pajėgos, le Forze armate della Lituania. Le Forze terrestri lituane sono costituite da tre brigate di fanteria, un battaglione del genio e dalla Forza Volontaria di Difesa Nazionale.

## Storia
L'esercito lituano esisteva già a partire dall'indipendenza del paese dopo la prima guerra mondiale, venendo ufficialmente fondato il 23 novembre 1918. All'epoca le forze armate della Lituania godevano di un ampio budget (circa il 25% dell'intera spesa pubblica), ed erano molto più numerose rispetto a oggi, arrivando a comprendere oltre 30.000 soldati. Dopo l'occupazione sovietica dei paesi baltici nel 1940, l'esercito lituano venne sciolto, numerosi soldati e ufficiali arrestati e il resto integrato nell'Armata Rossa.
In seguito allo scioglimento dell'Unione Sovietica, la Lituania ha riottenuto l'indipendenza nel 1991, introducendo l'anno successivo la coscrizione obbligatoria (poi sospesa fra il 2008 e il 2015). A partire dal 1994 ha preso parte al programma della NATO Partenariato per la pace, diventando membro dell'organizzazione il 29 marzo 2004.

## Organizzazione

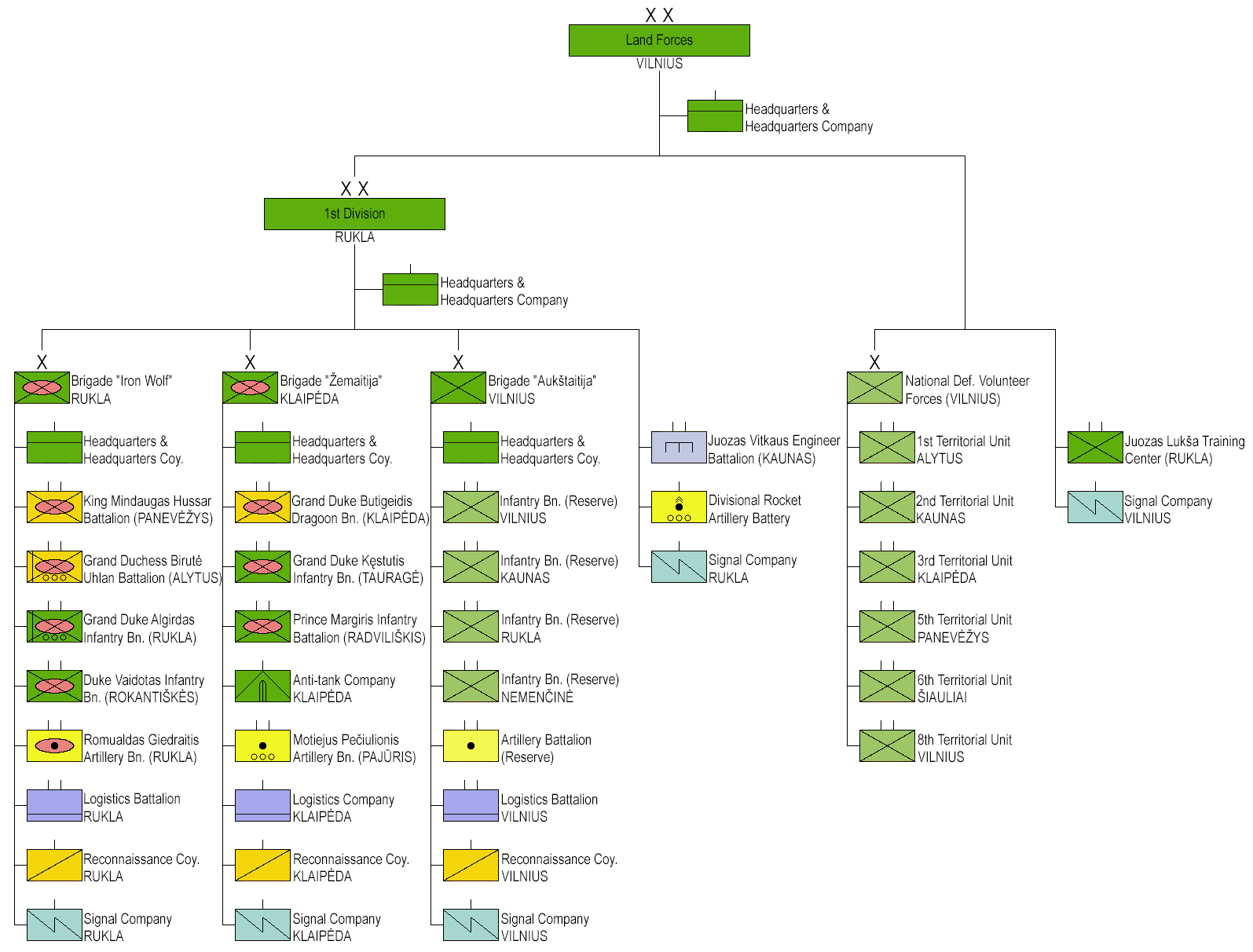
Struttura delle Forze terrestri lituane nel 2025

L'elemento principale delle Forze terrestri è una singola brigata di fanteria meccanizzata, la Brigata "Lupo di Ferro". Questa è costituita da quattro battaglioni di fanteria e un battaglione di artiglieria, i quali prendono il nome da sovrani del Granducato di Lituania, come vuole la tradizione delle forze armate lituane.
Oltre alla brigata meccanizzata, le Forze terrestri sono composte da una seconda brigata con tre battaglioni di fanteria motorizzata e un battaglione di artiglieria. La terza brigata è un'unità di riserva, che svolge principalmente compiti di addestramento in tempo di pace, mentre in tempo di guerra può formare quattro battaglioni di fanteria leggera a partire da quattro accademie militari o centri di addestramento.
In quanto parte integrante delle forze terrestri, la Forza Volontaria di Difesa Nazionale è in continuo sviluppo fin dall'inizio il movimento nazionale per l'indipendenza. I volontari cooperano con i militari professionisti durante le operazioni militari e sono stati assegnati a nuove missioni: espandere le forze regolari, schierare singole unità in occasione delle operazioni internazionali, fornire supporto alla nazione ospitante e sostenere le autorità civili.
Nel gennaio 2025 l'esercito lituano ha annunciato la creazione della 1ª Divisione, la quale comprenderà le tre brigate di fanteria e le unità di supporto.

## Struttura
- 1ª Divisione dell'esercito
  -  Brigata fanteria "Lupo di Ferro"
    -  Battaglione fanteria "Granduca Algirdas"
    -  Battaglione fanteria "Duca Vaidotas"
    -  Battaglione ussari "Re Mindaugas"
    -  Battaglione ulani "Granduchessa Birutė"
    -  Battaglione artiglieria "Generale Romualdas Giedraitis"
    - Battaglione logistico
    - Compagnia ricognizione
    - Compagnia comunicazioni

  -  Brigata fanteria "Žemaitija-Grande atamano Jonas Karolis Katkevičius"
    -  Battaglione fanteria "Granduca Kęstutis"
    -  Battaglione fanteria "Duca Margiris"
    -  Battaglione dragoni "Granduca Butigeidis"
    -  Battaglione artiglieria "Generale Motiejus Pečiulionis"
    - Compagnia controcarri
    - Compagnia ricognizione
    - Compagnia logistica
    - Compagnia comunicazioni

  -  Brigata fanteria "Aukštaitija"
    -  Battaglione fanteria "Generale Stasis Raštikis"
    -  Battaglione fanteria "Grande atamano Jonušas Radvila"
    -  Battaglione fanteria "Generale Adolfas Ramanauskas"
    -  Battaglione fanteria "Generale Jonas Žemaitis"
    - Battaglione artiglieria
    - Battaglione logistico
    - Compagnia ricognizione
    - Compagnia comunicazioni

  -  Battaglione genio "Juozas Vitkus"
  - Batteria artiglieria lanciarazzi
  - Compagnia comunicazioni
- Centro addestramento "Juozas Lukša"
- Forza Volontaria di Difesa Nazionale

## Equipaggiamento
Nel riformare le forze armate, la maggior parte delle risorse finanziarie sono state impiegate per lo sviluppo delle forze terrestri. Per portarle fino allo standard NATO, gli sforzi attuali si concentrano sul miglioramento degli equipaggiamenti e degli armamenti, accrescendone l'efficacia operativa e l'addestramento al combattimento. Il fucile d'assalto di servizio standard delle Forze armate lituane è l'Heckler & Koch G36 e la pistola standard è la Glock 17. Le Forze terrestri lituane sono dotate anche di mitragliatrici, tra cui la GPMG MG-3, la FN MAG e la Browning M2. Inoltre utilizzano il lanciagranate anticarro AT-4 e il Carl Gustav, il lanciagranate ad alta velocità HK GMG e il lanciagranate sottocanna AG-36, oltre a mortai leggeri e pesanti e obici M101.

### Armi di fanteria
| Nome                        | Immagine | Origine       | Tipo                           | Calibro                      | Note                              |         |
| Pistole                     | Pistole  | Pistole       | Pistole                        | Pistole                      | Pistole                           | Pistole |
| --------------------------- | -------- | ------------- | ------------------------------ | ---------------------------- | --------------------------------- | ------- |
| Glock 17                    |          | Austria       | Pistola semiautomatica         | 9 × 19 mm Parabellum         | [ 3 ]                             |         |
| Heckler & Koch SFP9         |          | Germania      | Pistola semiautomatica         | 9 × 19 mm Parabellum         | Diventerà la pistola d'ordinanza. |         |
| Fucili d'assalto            |          |               |                                |                              |                                   |         |
| Heckler & Koch G36          |          | Germania      | Fucile d'assalto               | 5,56 × 45 mm NATO            | [ 6 ]                             |         |
| Mitragliatrici              |          |               |                                |                              |                                   |         |
| FN Minimi Mk3               |          | Belgio        | Mitragliatrice leggera         | 7,62 × 51 mm NATO            | Acquistate nel 2023.              |         |
| Rheinmetall MG 3            |          | Germania      | Mitragliatrice ad uso generale | 7,62 × 51 mm NATO            | [ 7 ]                             |         |
| Ksp 58                      |          | Belgio Svezia | Mitragliatrice ad uso generale | 7,62 × 51 mm NATO            | [ 8 ]                             |         |
| Browning M2                 |          | Stati Uniti   | Mitragliatrice pesante         | 12,7 × 99 mm NATO            | [ 9 ]                             |         |
| Fucili di precisione        |          |               |                                |                              |                                   |         |
| M14                         |          | Stati Uniti   | Designated marksman rifle      | 7,62 × 51 mm NATO            | [ 10 ]                            |         |
| FN SCAR-H                   |          | Belgio        | Designated marksman rifle      | 7,62 × 51 mm NATO            | [ 11 ]                            |         |
| Accuracy International AXMC |          | Regno Unito   | Fucile di precisione           | 7,62 × 51 mm NATO .338 Lapua | [ 12 ]                            |         |
| Barrett M82A1               |          | Stati Uniti   | Fucile anti-materiale          | 12,7 × 99 mm NATO            | [ 13 ]                            |         |
| Lanciagranate               |          |               |                                |                              |                                   |         |
| Heckler & Koch AG36         |          | Germania      | Lanciagranate                  | 40 mm                        | [ 14 ]                            |         |
| Heckler & Koch HK269        |          | Germania      | Lanciagranate                  | 40 mm                        | [ 15 ]                            |         |
| Heckler & Koch GMW          |          | Germania      | Lanciagranate automatico       | 40 mm                        | [ 16 ]                            |         |
| Armi anticarro              |          |               |                                |                              |                                   |         |
| Carl Gustav                 |          | Svezia        | Cannone senza rinculo          | 84 mm                        | [ 17 ]                            |         |
| AT4                         |          | Svezia        | Lanciarazzi anticarro          | 84 mm                        | [ 18 ]                            |         |

### Artiglieria
| Nome                    | Immagine                | Origine                 | Calibro                 | In servizio             | Note |
| Semovente d'artiglieria | Semovente d'artiglieria | Semovente d'artiglieria | Semovente d'artiglieria | Semovente d'artiglieria | Semovente d'artiglieria |
| ----------------------- | ----------------------- | ----------------------- | ----------------------- | ----------------------- | --- |
| PzH 2000                |                         | Germania                | 155 mm                  | 16                      | 21 acquistati nel 2016 da surplus tedesco. 16 operativi, 2 utilizzati per l'addestramento e 3 come fonte di pezzi di ricambio. |
| CAESAR                  |                         | Francia                 | 155 mm                  | 0                       | 18 Caesar Mk II acquistati nel 2022 e previsti in consegna entro il 2027.                                                      |
| Obici                   |                         |                         |                         |                         | |
| M101                    |                         | Stati Uniti             | 105 mm                  | 54                      | 72 acquistati dalla Danimarca nel 2002.                                                                                        |
| Lanciarazzi multipli    |                         |                         |                         |                         | |
| M142 HIMARS             |                         | Stati Uniti             | 227 mm                  | 0                       | 8 lanciatori, razzi GMLRS e ATACMS acquistati nel 2022 che verranno consegnati a partire dal 2025.                             |
| Mortai                  |                         |                         |                         |                         | |
| M19                     |                         | Stati Uniti             | 60 mm                   |                         | [ 22 ] |
| M60                     |                         | Bulgaria                | 60 mm                   |                         | [ 22 ] |
| LM-60                   |                         | Polonia                 | 60 mm                   |                         | [ 22 ] |
| 2B11                    |                         | Unione Sovietica        | 120 mm                  | 20                      | Acquistati dalla Bulgaria. |
| M38/43                  |                         | Unione Sovietica        | 120 mm                  | 18                      | Acquistati dalla Polonia. |
| M41D                    |                         | Finlandia Svezia        | 120 mm                  | 22                      | [ 24 ] |
| Expal 120-MX2-SM        |                         | Spagna                  | 120 mm                  |                         | Acquistati nel 2022. |
| Panzermörser            |                         | Stati Uniti             | 120 mm                  | 42                      | 42 acquistati dalla Germania nel 2005.                                                                                         |

### Veicoli
| Nome                                    | Immagine     | Origine              | Tipo                          | In servizio  | Note |
| Carri armati                            | Carri armati | Carri armati         | Carri armati                  | Carri armati | Carri armati |
| --------------------------------------- | ------------ | -------------------- | ----------------------------- | ------------ | --- |
| Leopard 2                               |              | Germania             | Carro armato da combattimento | (44)         | |
| Veicoli da combattimento della fanteria |              |                      |                               |              | |
| Vilkas                                  |              | Germania Paesi Bassi | IFV                           | 89 + (27)    | 91, di cui 2 da scuola guida, acquistati nel 2016. I due esemplari da scuola guida sono stati consegnati nel 2017, 22 sono stati consegnati nel 2021 e 23 in consegna nel 2023. |
| Veicoli trasporto truppe                |              |                      |                               |              | |
| M113                                    |              | Stati Uniti Germania | APC                           | 214          | 154 M113A1 e 200 M113A2 trasferiti dalla Germania tra il 2000 e il 2006, alcuni come fonte di pezzi di ricambio.                                                                |
| M577                                    |              | Paesi Bassi Germania | Veicolo di comando            | 26           | 195 acquistati nel 2015 da surplus tedesco. Utilizzati come veicoli di comando, ambulanze e centri di controllo del tiro di artiglieria.                                        |
| Veicoli utility                         |              |                      |                               |              | |
| HMMWV                                   |              | Stati Uniti          | Veicolo tattico leggero       |              | [ 34 ] |
| JLTV                                    |              | Stati Uniti          | Veicolo tattico leggero       | 150          | 200 acquistati nel 2019 da consegnare entro il 2024 seguiti da altri 300 acquistati nel 2022 e da consegnare entro il 2025, per un totale di 500 esemplari.                     |
| Land Rover Defender                     |              | Regno Unito          | Veicolo multiruolo            |              | [ 37 ] |
| Toyota Land Cruiser                     |              | Giappone             | Veicolo multiruolo            | 5            | 12 acquistati nel 2011. 7 donati all'Ucraina nel 2022. |
| Mercedes-Benz Classe G                  |              | Germania             | Veicolo multiruolo            |              | 150 acquistate dai Paesi Bassi nel 2016, circa 120 acquistate nel 2022. |
| Chevrolet CUCV I                        |              | Stati Uniti          | Camion pickup                 |              | |
| Veicoli di supporto                     |              |                      |                               |              | |
| Bergepanzer 2                           |              | Germania             | Veicolo corazzato da recupero | 6            | Acquistati da surplus tedesco nel 2016. |
| M113                                    |              | Stati Uniti          | Veicolo corazzato da recupero | 8            | Trasferiti dalla Germania nel 2006. 4 M113A2 allestiti con una gru e 4 M113A2 allestiti con una gru e un argano.                                                                |
| Bv 206                                  |              | Svezia               | All-terrain vehicle           |              | [ 43 ] |
| Autocarri                               |              |                      |                               |              | |
| Unimog                                  |              | Germania             | Autocarro leggero             |              | 160 U1550, 340 U5000 acquistati nel 2015. 88 consegnati nel 2015, 54 consegnati nel 2018, 142 consegnati nel 2020, 42 consegnati nel 2021 e 34 in consegna nel 2023.            |
| Sisu E13TP                              |              | Finlandia            | Autocarro tattico             |              | [ 47 ] |
| Mercedes-Benz Arocs                     |              | Germania             | Autocarro                     | 25           | 371 acquistati nel 2023. |
| Mercedes-Benz Zetros                    |              | Germania             | Autocarro                     | 8            | 141 acquistati nel 2023. |

### Missili
| Modello           | Immagine          | Tipo                       | Origine           | Note              |
| Missili anticarro | Missili anticarro | Missili anticarro          | Missili anticarro | Missili anticarro |
| ----------------- | ----------------- | -------------------------- | ----------------- | ----------------- |
| FGM-148 Javelin   |                   | Missile a guida infrarossa | Stati Uniti       | [ 49 ]            |
| Spike             |                   | Missile a guida infrarossa | Israele           | Sui Vilkas.       |

## Riserva
Le forze terrestri lituane sono formate da militari professionali e volontari. Nel 2008 il Ministro della Difesa Nazionale della Lituania firmò una legge che cessò la coscrizione obbligatoria, nell'ambito di uno sforzo per sviluppare l'esercito professionale della Lituania. La difesa nazionale si basa su forze di riserva e forze di mobilitazione. Il nuovo ministro ha in programma di aumentare le capacità di difesa nazionale, imponendo a tutti i maschi dai 18 ai 24 anni di prendere parte a sette settimane di addestramento militare di base all'anno. Dopo questo periodo verranno aggiunti alle riserve militari.
La coscrizione militare venne rinnovata nel 2015 con una prima tranche di circa 3000 coscritti compresi i volontari, che vennero assegnati alle unità militari a partire da agosto 2015 per un addestramento di base di 9 mesi. La legge aggiornata specifica che un progetto per il reclutamento di 3000 soldati ogni anno continuerà almeno fino al 2020, citando come motivo i maggiori rischi geopolitici nella regione.

## Missioni internazionali
La Lituania ha partecipato a missioni internazionali in Kosovo, Afghanistan e Bosnia.
| Destinazione         | Missione                 | Num. di unità |
| -------------------- | ------------------------ | ------------- |
| Afghanistan          | ISAF                     | Terminata     |
| Bosnia ed Erzegovina | EUFOR Althea             | 20            |
| Turchia              | Missione di difesa aerea | 5             |
| Mali                 | EUTM Mali                | 3             |
| Kosovo               | KFOR                     | 1             |
| India                | OEF-CDA                  | 1             |
| Iraq                 | MNF                      | Terminata     |